# اشتورم‌بان‌فورر

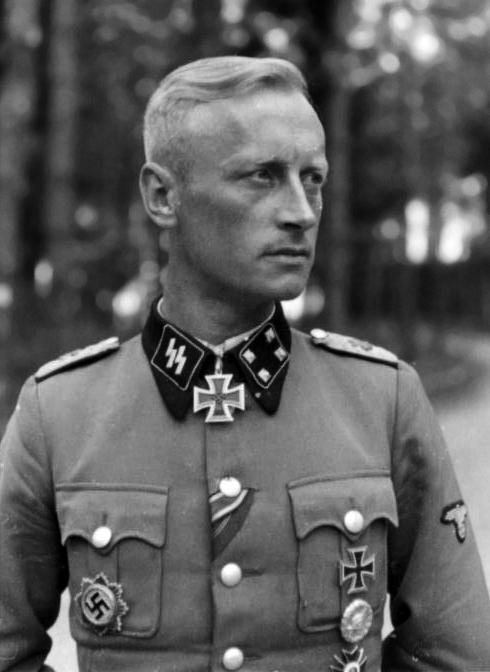
ماکس هانسن با لباس و نشان اشتورمبانفورر در وافن اس‌اس

اشتورمبانفورر (آلمانی: Sturmbannführer) یک درجه مربوط به نیروهای نظامی حزب ملی سوسیالیست کارگران آلمان و معادل درجه سرگردی بود که در برخی سازمان‌ها (مانند اس‌اس و اس آ) استفاده می‌شد.این درجه در سال ۱۹۲۱ ایجاد شد.این درجه بالاتر از هاوپت‌اشتورمفورر و پایین‌تر از اوبراشتورمبانفورر قرار داشت.

## دریافت‌کنندگان مشهور
یک از مشهورترین دریافت‌کنندگان این درجه ورنر فون براون دانشمند آلمانی بود که موشک وی-۲ را توسعه داد و موشک ساترن ۵ را طراحی کرد.

## نشان‌ها

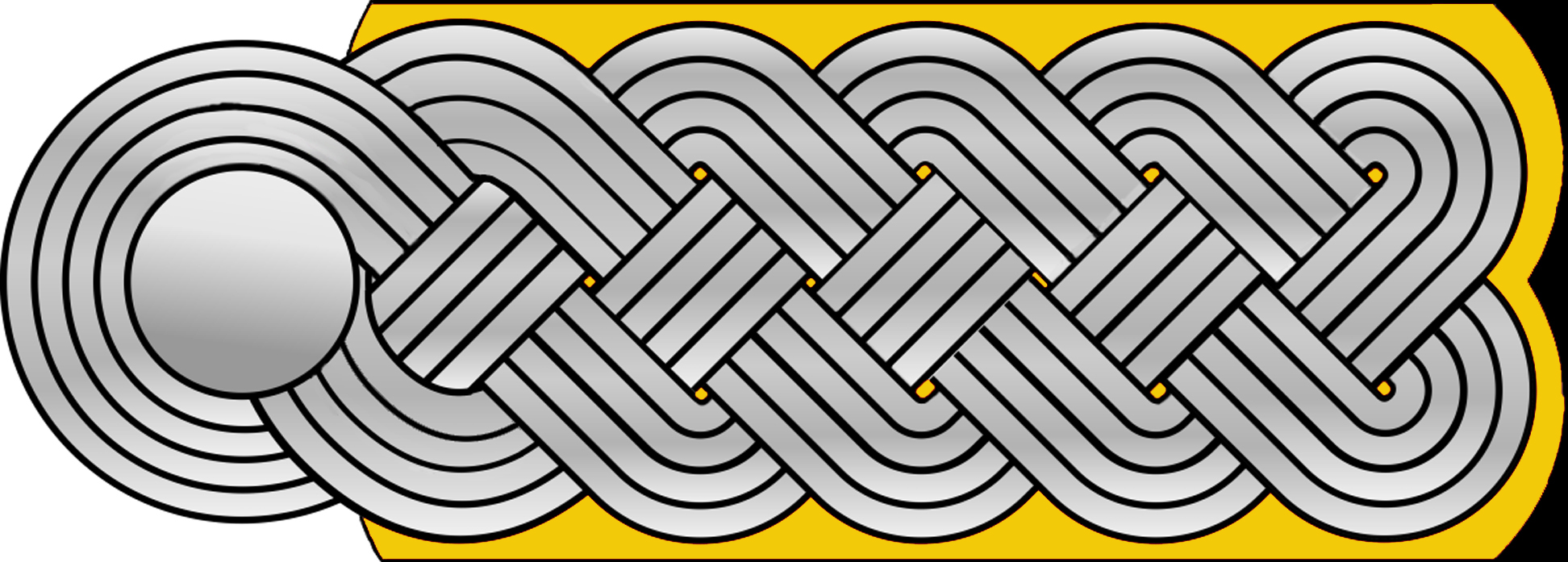
نشان سردوشی
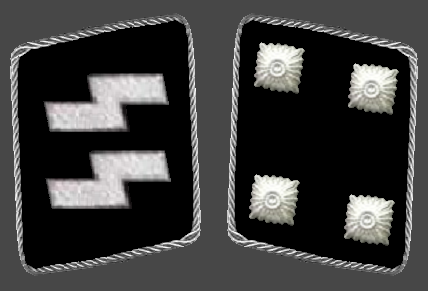
نشان یقه
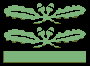
استتار نظامی